# Jürgen Mlynek
Jürgen Mlynek (Gronau (Baixa Saxônia), 15 de março de 1951) é um físico alemão. Foi presidente da Helmholtz-Gemeinschaft Deutscher Forschungszentren.

## Prêmios e condecorações
Mlynek é membro ordinário da Academia das Ciências de Berlim e da Academia Europaea.
- 1992: Prêmio Gottfried Wilhelm Leibniz da Deutsche Forschungsgemeinschaft
- 1996: Prêmio Max Born do Institute of Physics (Londres) e da Deutsche Physikalische Gesellschaft

## Publicações selecionadas
- W. Lange and J. Mlynek: Quantum beats in transmission by time-resolved polarization spectroscopy. Phys. Rev. Lett 40, 1373–1375 (1978)
- J. Mlynek, N.C. Wong, R.G. De Voe, E.S. Kintzer and R.G. Brewer: Raman heterodyne detection of nuclear magnetic resonances. Phys. Rev. Lett. 50, 993–996 (1983)
- O. Carnal and J. Mlynek: Young's double slit experiment with atoms: a simple atom interferometer. Phys. Rev. Lett. 66, 2689–2692 (1991)
- O. Carnal, M. Sigel, T. Sleator, H. Takuma and J. Mlynek: Imaging and focusing of atoms by a Fresnel zone plate. Phys. Rev. Lett. 67, 3231–3234 (1991)
- C.S. Adams, M. Sigel and J. Mlynek: Atom Optics. Phys. Rep. 240, 143–210 (1994)
- T. Pfau, S. Spälter, Ch. Kurtsiefer, C. Ekstrom and J. Mlynek: Loss of spatial coherence by a single spontaneous emission. Phys. Rev. Lett. 73, 1223 (1994)
- S. Seel, R. Storz, G. Ruoso, J. Mlynek and S. Schiller: Cryogenic optical resonators: a new tool for laser frequency stabilization at the 1 Hz level. Phys. Rev. Lett. 78, 4741 (1997)
- Ch. Kurtsiefer, T. Pfau and J. Mlynek: Measurement of the Wigner function of an ensemble of helium atoms. Nature 386, 150 (1997)
- G. Breitenbach, S. Schiller and J. Mlynek: Measurement of the quantum states of squeezed light, Nature 387, 471 (1997)
- J. Michaelis, C. Hettich, J. Mlynek and V. Sandoghdar: Optical microscopy using a single-molecule light source. Nature 405, 325 (2000)
- A.I. Lvovsky, H. Hansen, T. Aichele, O. Benson, J. Mlynek and S. Schiller: Quantum State Reconstruction of the Single-Photon Fock State. Phys. Rev. Lett. 87, 402 (2001)